# محطة أوسكارشامن للطاقة النووية

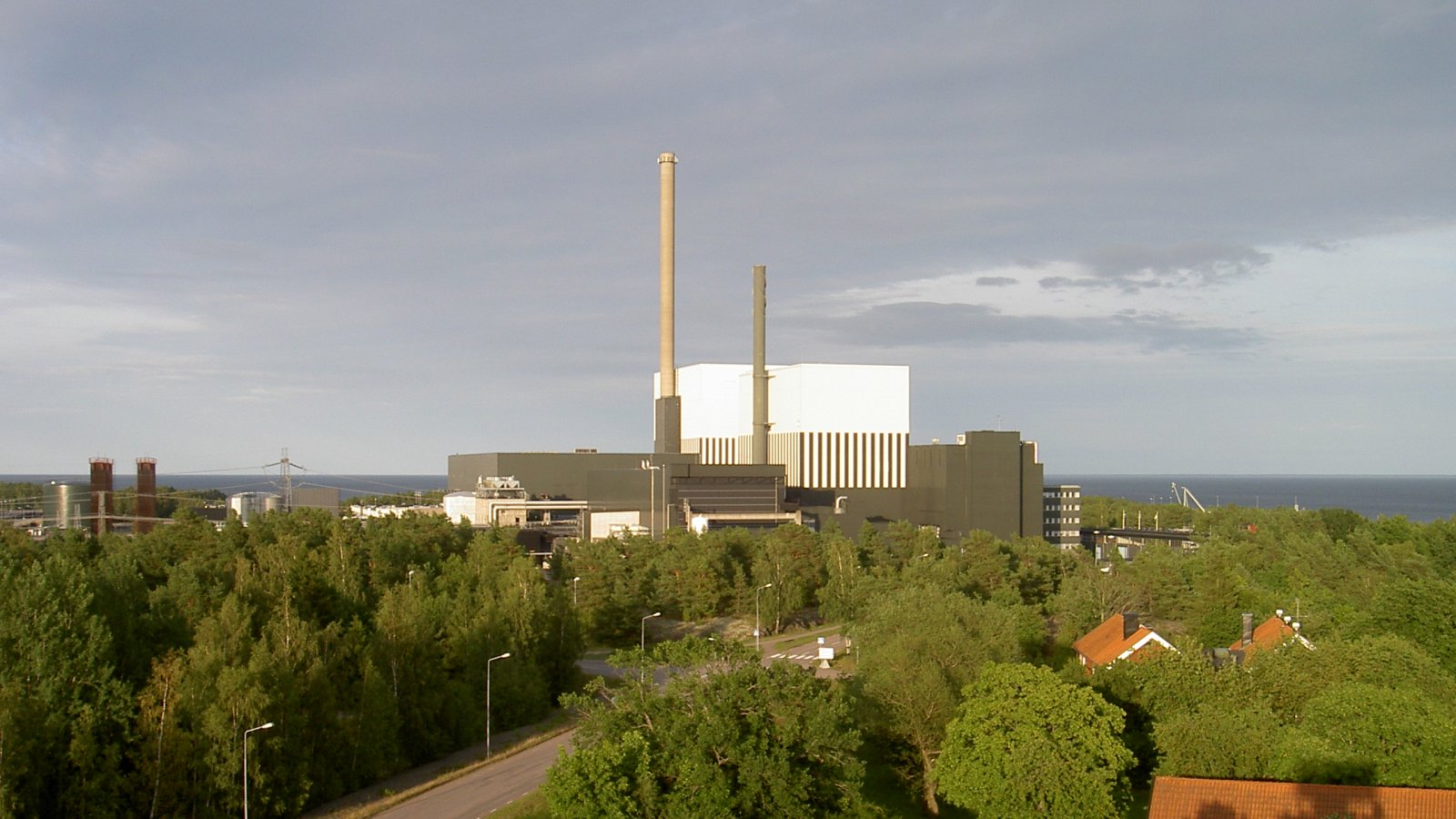
محطة أوسكارشامن للطاقة النووية

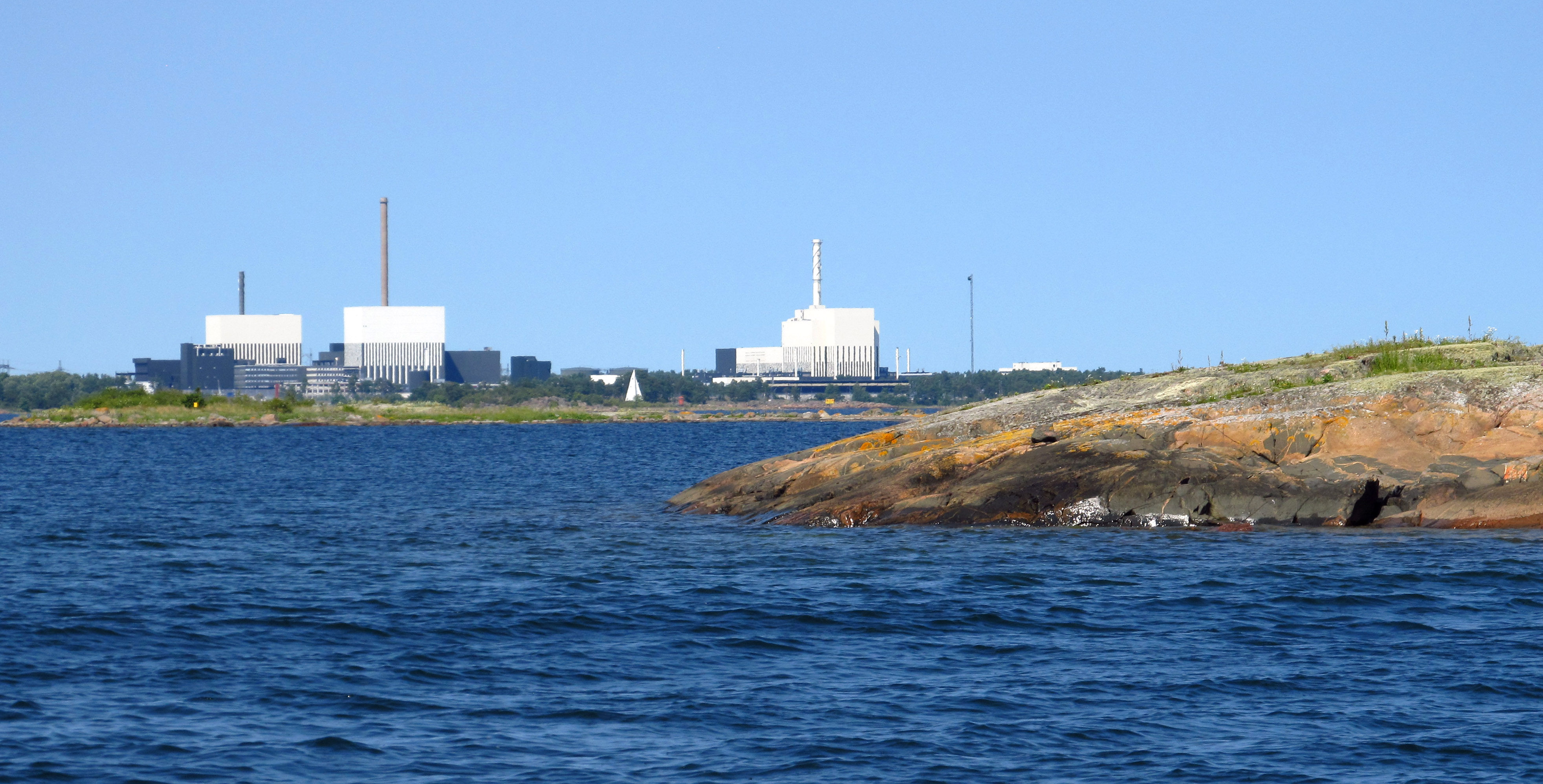
مفاعلات محطة أوسكارشامن للطاقة النووية.

محطة أوسكارشامن للطاقة النووية تعد محطة أوسكارشامن للطاقة النووية واحدة من ثلاث محطات طاقة نووية نشطة في السويد. تقع المحطة على بعد حوالي 30 كم (19 ميل) شمال مدينة أوسكارشامن، مباشرة في كالمارسوند على ساحل بحر البلطيق ومع ثلاثة مفاعلات تنتج حوالي 10 ٪ من احتياجات الكهرباء في السويد. جميع المفاعلات تستخدم تقنية مفاعل الماء المغلي.

## نبذة
كان للوحدة الأولى ناتج مثبت قدره 494 ميجاوات والوحدة الثانية 664 ميجاوات وهي خارج الخدمة الآن. الوحدة الثالثة أحدث مفاعل في المحطة، لديها ناتج مثبت قدره 1450 ميجاوات.